# Battaglia del lago Baikal
La battaglia del lago Baikal è stata l'unica battaglia navale che sia mai stata combattuta dalle forze cecoslovacche.

## Antefatti
Nell'agosto del 1918 le Legioni cecoslovacche, sotto il comando di Radola Gajda, combatterono contro l'Armata Rossa per il controllo dei passi attorno alle montagne che circondano il lago Baikal, i quali erano ben difesi. Gajda era nei guai, per il fatto che il lago era completamente sotto il controllo delle navi dell'Armata Rossa, le quali minacciavano la retroguardia delle legione cecoslovacca con delle unità da sbarco. Mentre occupavano vari porti sulle rive del lago, i legionari cecoslovacchi riuscirono a catturare due navi a vapore nemiche, la Sibirjak e la Fedosia. Queste vennero più tardi adattate per ospitare un paio di obici ciascuna.

## La battaglia

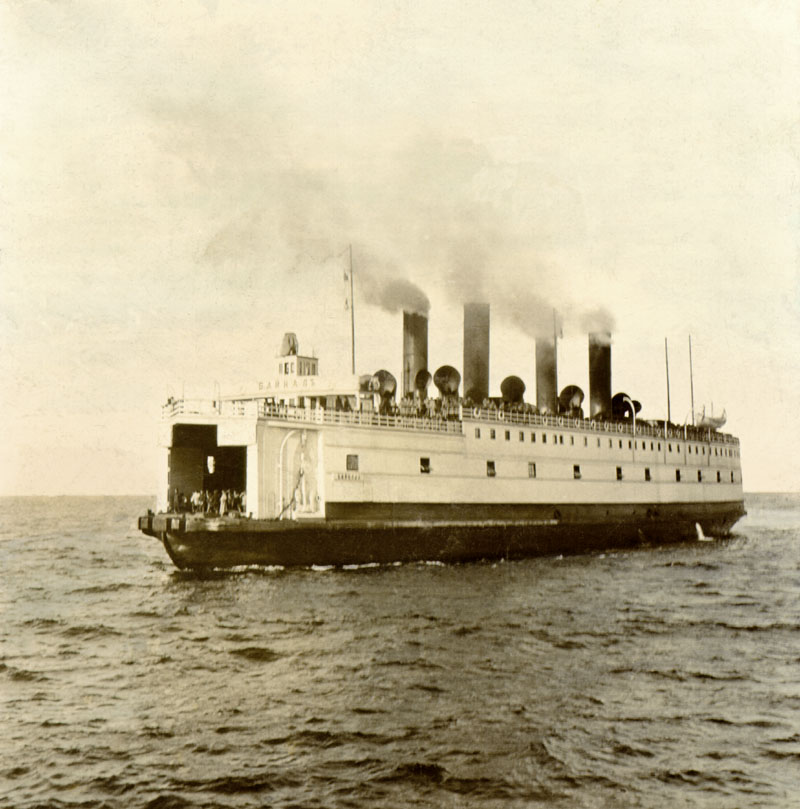
The ferry-icebreaker SS Baikal was armed and used by the Red Army during the battle.

Il 15 agosto, la flotta cecoslovacca salpò da Listvyanka. Per la sera le navi erano a 8 km dal porto di Mysova, avvolte in una nebbia fitta. Dopo pochi minuti la nebbia iniziò a dissolversi e le navi riconobbero Mysova. Le forze dell'Armata Rossa, alle difese della città, ebbero l'impressione che fossero navi alleate che portavano rifornimenti. Questo permise alle navi di avvicinarsi al porto a una distanza di circa 4 km. Quando i difensori di Mysova compresero l'errore, era già troppo tardi. La rompighiaccio Bajkal iniziò il tiro contro le navi cecoslovacche, ma queste erano troppo veloci. Queste, iniziarono il tiro a loro volta sia contro la Baykal, sia contro il porto. La Baykal fu affondata e a Mysova scoppiò la confusione generale. La stazione ferroviaria era in fiamme. Un treno blindato arrivò  dopo un'ora e mezza di bombardamento cecoslovacco. Cannoni furono scaricati dal treno e iniziarono a rispondere al fuoco delle navi cecoslovacche. Dal momento che la missione di distruggere il porto e la stazione ferroviaria  era stata completata, i legionari lasciarono la battaglia. Durante il viaggio di ritorno incontrarono la nave Angara, che però decise di non ingaggiare battaglia. Il resto del viaggio fu tranquillo e tornarono a Listvyanka senza ulteriori incidenti.

## Conseguenze
La notizia della campagna della legione cecoslovacca in Siberia durante l'estate del 1918 fu accolta in modo molto positivo dai governi alleati in Gran Bretagna e Francia, che videro l'operazione come una motivazione per ricostituire un fronte contro la Germania. Il presidente americano Woodrow Wilson, che aveva recentemente resistito ad una proposta alleata di intervento in Russia, cedette alle pressioni interne ed alleate per supportare l'evacuazione della legione cecoslovacca dalla Siberia. Ai primi di luglio del 1918, pubblicò un memorandum per un limitato intervento in Siberia da parte di Stati Uniti e Giappone per il salvataggio delle truppe cecoslovacche, che erano state bloccate dalle forze bolsceviche nel Transbaikal. In ogni caso, i cecoslovacchi si erano già aperti la via combattendo. Quando le forze americane e giapponesi sbarcarono a Vladivostok, i cecoslovacchi erano già lì ad attenderli e dargli il benvenuto.
L'intervento alleato in Siberia continuò fino all'autunno del 1918, con 70000 giapponesi, 829 britannici, 1400 italiani, 5002 americani e 107 francesi coloniali (vietnamiti) nella regione. Molti di questi contingenti supportarono i russi anti-bolscevichi e i signori della guerra cosacchi che avevano stabilito governi regionali sulla scia del sequestro cecoslovacco della ferrovia transiberiana. La campagna della legione cecoslovacca in Siberia impressionò i governi alleati e li attirò verso l'idea di uno stato indipendente cecoslovacco. Mentre i legionari accumulavano una vittoria dietro l'altra, quell'estate, il consiglio nazionale cecoslovacco iniziò a ricevere il riconoscimento ufficiale da vari governi alleati.